# Victor Găureanu
Victor Dan Găureanu (Nicolae Bălcescu, 1967. november 15. – Craiova, 2017. május 20.) világbajnoki bronzérmes román vívó.

## Pályafutása
1994-es és 2001-es világbajnokságon a kardcsapat tagjaként bronzérmet szerzett. 1999-ben a bolzanói Európa-bajnokságon egyéniben szintén bronzérmet nyert. Részt vett az 1992-es barcelonai és a 2000-es sydney-i olimpián.

## Sikerei, díjai
- Világbajnokság - kard, csapat
  - bronzérmes: 1994, Athén, 2001, Nîmes
- Európa-bajnokság - kard, egyéni
  - bronzérmes: 1999, Bolzano